# Parigi-Bruxelles 1922
La Parigi-Bruxelles 1922, quattordicesima edizione della corsa, si svolse il 25 maggio 1922 su un percorso di 410 km, con partenza da Parigi e arrivo a Bruxelles. Fu vinta dal belga Felix Sellier davanti ai suoi connazionali Laurent Seret e Rene Vermandel.

## Ordine d'arrivo (Top 10)
| Pos. | Corridore       | Squadra | Tempo     |
| ---- | --------------- | ------- | --------- |
| 1    | Felix Sellier   |         | 15h29'45" |
| 2    | Laurent Seret   |         | a 2'35"   |
| 3    | Rene Vermandel  |         | a 3'30"   |
| 4    | Marcel Godard   |         | a 6'50"   |
| 5    | Victor Lenaers  |         | a 20'35"  |
| 6    | Leon Despontin  |         | a 21'30"  |
| 7    | Joseph Marchand |         | a 32'45"  |
| 8    | Eugène Dhers    |         | s.t.      |
| 9    | Jean Alavoine   |         | s.t.      |
| 10   | Ward Thijsman   |         | s.t.      |